# Oemanu
Oemanu is een bestuurslaag in het regentschap Timor Tengah Utara van de provincie Oost-Nusa Tenggara, Indonesië. Oemanu telt 764 inwoners (volkstelling 2010).